# René Gaspar
René Alfons Henri Gaspar (Sint-Katelijne-Waver, 8 maart 1893 – Helmond, 21 september 1958) was een Belgisch taalkundige en activist.

## Biografie
Na het doorlopen van de klassieke humaniora te Hoogstraten behaalde hij het licentiaat Germaanse filologie te Leuven. Direct na het uitbreken van de Eerste Wereldoorlog werd hij door de Duitsers gevangengenomen. Hij verbleef vier jaar in Duitse krijgsgevangenschap. Als leraar speelde hij in het kamp een actieve rol in het bewustmakingsproces der Vlaamse krijgsgevangenen. Vanwege zijn activisme week Gaspar na het beëindigen van de oorlog uit naar Nederland en hervatte hij zijn studie.
Hij studeerde te Würzburg, München, Bonn en Parijs en Utrecht, behaalde aldaar in 1927 het doctoraalexamen Nederlandse taal- en Letterkunde en werd als leraar Nederlands verbonden aan de R.K. Lycea van Roosendaal. Gaspar speelde op school een belangrijke rol en stond bij het overgrote deel van zijn leerlingen in buitengewoon hoog aanzien.
In 1944 werd hij door een paar collega's bij het Militair Gezag aangegeven en beschuldigd van een pro-Duitse houding en van bewondering voor de N.S.B. Hij voerde een niet aflatende strijd tegen dit onrecht, dat hij zelf als eerroof en broodroof omschreef. Zijn vastberadenheid om het recht te doen zegevieren, leidde uiteindelijk – ondanks de vele problemen die hij als Vlaming in Nederland hierbij ondervond – tot zijn algehele rehabilitatie in 1948. Daarbij kreeg hij in belangrijke mate de steun van zowel de toenmalige burgemeester van Roosendaal, mr. Cl. Prinsen, als van de voorzitter van het schoolbestuur en latere minister van onderwijs, dr. J. Gielen.
In 1948 werd hij opnieuw benoemd aan de R.K. Lycea van 's-Hertogenbosch en Helmond. Op 1 september 1958 kreeg hij op de meest eervolle wijze ontslag wegens het bereiken van de pensioengerechtigde leeftijd. Drie weken later overleed hij.
Tijdens zijn docentschap was hij regisseur van talrijke toneelvoorstellingen o.a. Antigone, Maskaroen, Coriolanus, Julius Caesar.
Gaspar was gehuwd met Maria de Waele en kreeg acht kinderen.

## Wetenschappelijke publicaties
Gaspar was naast zijn schoolarbeid wetenschappelijk bijzonder actief. Als student had hij al voorliefde voor de Vlaamse dichter Guido Gezelle. Hij werd een der grootste Gezellekenners der Lage Landen. Tussen 1930 en 1945 bestond zijn wetenschappelijke arbeid hoofdzakelijk uit het samenstellen van een nieuw woordenboek op G. Gezelle. In de laatste dagen van 1944, tijdens de bevrijding van Roosendaal, zijn duizenden fiches met woorden verbrand en ging 15 jaar arbeid verloren. Er is niet opnieuw aan gewerkt.
- Guido Gezelle; Tolstoy; Thomas Moore; Oekraina. (1916-1918) in Onze Taal, weekblad voor Vlaamschsprekende Krijgsgevangenen;
- De Uitspraak van het Nederlandsch (1917): Seminar voor Letterkunde Taal en Kunst;
- Dagboek Krijgsgevangenschap in Munsterlager, Soltau en Gottingen. (1914-1918)

De originele boeken, 4 delen 800 pagina’s, zijn overgedragen aan het ADVN te Antwerpen. Van deze dagboeken is in 2017 door de editeurs Roelof Gaspar en Renaat Gaspar (zonen van de schrijver) een integrale uitgave verzorgd die voorzien werd van annotaties en commentaar evenals ruim 200 foto’s en afbeeldingen uit het krijgsgevangenkamp Göttingen. (ISBN: 9789463382687);
- Commedia Eroica (1920) Lyrisch epos uit de Krijgsgevangenschap;
- Pro Flandria Servanda. Flander's right and Claim for Autonomy formulated, explaines, justified (1920); Vertaling op verzoek van de schrijver Willem de Vreese van diens Pro Flandria Servanda. Vlaanderen's Recht en Eisch tot Zelfstandigheid gesteld, toegelicht, gestaafd: Op 9 mei 1919 is deze Engelse vertaling aan President Wilson te Parijs toegezonden;
- Rond Gezelles Gedichten (1920) in Dietsche Warande en Belfort;
- Oostslavische liederen (1922) (uit het Russisch vertaald) in Ter Waarheid;
- Guido Gezelle en Eugeen van Oye (1926) Rubriek Nederlandsche Letteren in De Tijd;
- De Taal van Guido Gezelle in zijn eerste dichtperiode (1927);
- Gezelle als woordkunstenaar (1929) Vliebergh-leergang te Leuven;
- Jongensspelen in West Brabant (1933/1934) in Eigen Volk (Algemeen Folkloristisch en Dialectisch Maandschrift voor Groot Nederland);
- Itinerarium Belgicum 1623 – 1628 van Dubuisson-Aubenay (1934) Geannoteerde uitgave van de oorspronkelijke Latijnse en Franse tekst in Ons Geestelijk Erf;
- Een Fransch Toerist in de Spaansche Nederlanden (1937) in Toerisme van de VTB;
- De avontuurlijke reis van Godefroy d'Estrades, vertegenwoordiger van den Franschen Koning bij Frederik Hendrik, in het begin van het jaar 1836 (1938) in Vaderlandsche Geschiedenis en Oudheidkunde;
- Karel ende Elegast (1950) Grondige revisie van de annotatie op verzoek van Dr. R. Roemans;
- Esmoreit (1954) samen met Dr. R. Roemans nieuwe uitgave in Klassieke Galerij Abel spel;
- Gezelle en Engeland (1954-1955) in Roeping;
- Guido Gezelle de andere (1955) in Roeping;
- Annotatie op Beatrijs vs. 502 (1955) in De Nieuwe Taalgids;
- Onze Middeleeuwse Letteren als spiegel van ons Volk (1955) samen met Dr. R. Roemans;
- Carmina Gezelliana (1956) in “Roeping”;
- Annotatie bij een vers uit Mariken van Nieumeghen (1956) in Levende Talen;
- Gloriant (1956) samen met Dr. R. Roemans nieuwe uitgave in Klassieke Galerij Abel spel;
- Annotatie: Van Fiere Marienette (1956) in De Nieuwe Taalgids;
- Lanseloet (1958) samen met Dr. R. Roemans nieuwe uitgave in Klassieke Galerij Abel spel;
- Het Halewijnlied (1958) in Wetenschappelijke Tijdingen;
- Het Halewijnlied (1958) in Levende Talen;
- M.G.: Een zuiveringsroman in brieven (2008) Brieven en documenten uit het archief van René Gaspar samengebracht en voorzien van verbindende teksten door Roelof L.J.A. Gaspar (ISBN 978-90-9023280-5)

- Digitale Bibliotheek voor de Nederlandse Letteren: gasp002
- Gemeinsame Normdatei: 1053134592
- International Standard Name Identifier: 0000 0003 9823 9732
- Library of Congress Control Number: no2010053420
- Nederlandse Thesaurus van Auteursnamen: 07014429X
- Virtual International Authority File: 233583893
- WorldCat: E39PBJqBrfd6PkFQ6RHrpYXGHC